# Josef Benz (Bobfahrer)
Josef «Sepp» Benz (* 20. Mai 1944 in Zürich; † 5. Februar 2021 ebenda) war ein Schweizer Bobsportler, Olympiasieger und Rennrodelfunktionär. Er war Ehrenmitglied im Bob-Club Zürichsee.

## Leben
Bei den Olympischen Winterspielen 1976 in Innsbruck gewann er mit Steuermann Erich Schärer im Viererbob die Silbermedaille und im Zweierbob die Bronzemedaille. Vier Jahre danach an den Olympischen Winterspielen in Lake Placid gewann er schliesslich die Goldmedaille im Zweierbob und wiederum Silber mit dem Viererbob. Bei den Bobweltmeisterschaften gewann Benz zwischen 1975 und 1981 insgesamt drei Goldmedaillen, zwei Silbermedaillen und drei Bronzemedaillen, allesamt mit seinem langjährigen Steuermann Erich Schärer. Benz galt zu dieser Zeit als «Bremser der Nation» und «schnellster Pöstler der Schweiz».
Nach seiner Bobkarriere setzte er sich als SBSV-Funktionär sehr für den Rodelsport in der Schweiz ein. Zusammen mit dem damaligen Bundestrainer Josef Lenz schloss er einen Vertrag zur Trainingsgemeinschaft mit dem Deutschen Rodelverband, der bis heute Bestand hat. Er war auch viele Jahre im internationalen Rennrodelverband Fédération Internationale de Luge de Course (FIL) engagiert (1989 bis 2014). An den Rennrodel-Weltmeisterschaften 2008, 2009, 2011, 2012, 2013 und an den Olympischen Winterspielen 2010 und 2014 hatte er das Amt als oberster Jury-Verantwortlicher inne. Von 2007 bis 2014 hatte Benz als Exekutivmitglied der FIL das Amt des Sportchefs und Vorsitzenden der Sportkommission inne. Er gilt als einer der Väter der zur Saison 2010/11 eingeführten Disziplin Teamstaffel.
Benz starb am 5. Februar 2021 im Alter von 76 Jahren an COVID-19. Zu seinen Ehren wurde beim Weltcupfinal der Saison 2020/21 auf dem Olympia Bob Run St. Moritz–Celerina eine Schweigeminute abgehalten. Er hatte sich dafür eingesetzt, dass der Final, welcher aufgrund der COVID-19-Pandemie nicht in China ausgetragen werden konnte, in St. Moritz stattfindet und wäre ohne seine Erkrankung als SBSV-Funktionär vor Ort gewesen. Zu seinen Ehren wurde das Sepp-Benz-Gedächtnisrennen ins Leben gerufen.
Benz war verheiratet und hatte zwei Töchter.

## Auszeichnungen
- Team des Jahres 1980. Zweierbob-Team Schärer/Benz.